# Ágios Dimítrios (Sýros)
Pour les articles homonymes, voir Ágios Dimítrios (homonymie).
Ágios Dimítrios (grec moderne : Άγιος Δημήτριος) est une localité située dans le dème de Sýros-Ermoúpoli, dans le district régional de Sýros, dans la périphérie d'Égée-Méridionale, en Grèce.
Selon le recensement de 2021, elle compte 48 habitants.